# Соловьёв, Георгий Фёдорович
Гео́ргий Фёдорович Соловьёв (27 сентября 1929 года — 16 августа 2010 года) — артист балета, фотограф ГАБТа, Заслуженный работник культуры РСФСР (1978).

## Биография
В 1947 году окончил Московское хореографическое училище и в том же году Асаф Мессерер принял его в труппу Большого театра. Как танцовщик, Георгий Соловьёв проработал двадцать один год. В кругу своих звёздных коллег, среди которых М.Плисецкая, Н.Фадеечев, Н.Бессмертнова, Георгий значился характерным танцовщиком. Сотни раз он выходил на сцену, исполняя роли, которые постепенно стали ассоциироваться только с его фамилией. Санчо Панса в «Дон Кихоте», Шут в «Лебедином озере» — его именные создания.

Г.Соловьёв — шут, фото А.Макарова

В 1969 году Георгий Соловьёв вступает в должность фотографа-художника при Большом театре, его фотографии неоднократно публикуются в журналах «Балет», «Большой театр», «Советский артист» и во многих книжных изданиях. В 1983 году уволился и вышел на творческую пенсию.
Похоронен на Ваганьковском кладбище.

## Главные роли
- 1952 — Ведьма на помеле (Опера «Сорочинская ярмарка», Балетмейстер Р. В. Захаров)
- 1952 — Пан (опера «Фауст», Акт — Вальпургиева ночь, Постановщик Л. М. Лавровский)
- 1953 — Жером («Пламя Парижа», Постановщик В. И. Вайнонен)
- 1953 — Джига[6] («Дон Кихот», Постановщик Р. В. Захаров)
- 1954 — Шут («Лебединое озеро», Постановка А. А. Горского)
- 1957 — Шут[7] («Золушка», Постановщик Р. В. Захаров)
- 1965 — Санчо Панса («Дон Кихот», Постановка А. А. Горского)

## Награды и звания
- медаль «За трудовое отличие» (15.09.1959) — За большие заслуги в развитии советского искусства
- Заслуженный работник культуры РСФСР (15.02.1978) — за заслуги в области советской культуры